# 基什多布绍
基什多布绍，是匈牙利巴兰尼亚州所辖的一个村。总面积9.95平方公里，总人口242，人口密度24.3人/平方公里（2011年1月1日）。